# Zygmunt Zebrzydowski
Zygmunt Zebrzydowski herbu Radwan (zm. przed 29 października 1581 roku) – chorąży koronny w 1566 roku, krajczy królowej, wojski krakowski w latach 1570–1581, starosta robczycki w 1570 roku.